# العلاقات البوليفية الجورجية
العلاقات البوليفية الجورجية هي العلاقات الثنائية التي تجمع بين بوليفيا وجورجيا.

## مقارنة بين البلدين
هذه مقارنة عامة ومرجعية للدولتين:
| وجه المقارنة                                              | بوليفيا                                          | جورجيا                          |
| --------------------------------------------------------- | ------------------------------------------------ | ------------------------------- |
| المساحة (كم2)                                             | 1.10 مليون                                       | 69.70 ألف                       |
| عدد السكان (نسمة)                                         | 11.05 مليون                                      | 3.72 مليون                      |
| الكثافة السكانية (ن./كم²)                                 | 10.05                                            | 53.37                           |
| العاصمة                                                   | سوكري، لاباز                                     | تبليسي، كوتايسي                 |
| اللغة الرسمية                                             | اللغة الإسبانية، اللغة الأيمرية، كتشوا، غوارانية | اللغة الجورجية، اللغة الأبخازية |
| العملة                                                    | بوليفاريو بوليفي                                 | لاري جورجي                      |
| الناتج المحلي الإجمالي (بليون دولار)                      | 37.51 مليار                                      | 15.16 مليار                     |
| الناتج المحلي الإجمالي (تعادل القوة الشرائية) بليون دولار | 74.58 مليار                                      | 35.68 مليار                     |
| الناتج المحلي الإجمالي الاسمي للفرد دولار أمريكي          | 3.08 ألف                                         | 3.79 ألف                        |
| الناتج المحلي الإجمالي للفرد دولار أمريكي                 | 6.63 ألف                                         |                                 |
| مؤشر التنمية البشرية                                      | 0.662                                            | 0.754                           |
| رمز المكالمات الدولي                                      | +591                                             | +995                            |
| رمز الإنترنت                                              | .bo                                              | .ge، .გე ‏                       |
| المنطقة الزمنية                                           | 00                                               | ت ع م+04:00                     |

## منظمات دولية مشتركة
يشترك البلدان في عضوية مجموعة من المنظمات الدولية، منها:
| علم المنظمة | اسم المنظمة                   | تاريخ انضمام بوليفيا | تاريخ انضمام جورجيا |
| ----------- | ----------------------------- | -------------------- | ------------------- |
|             | الاتحاد البريدي العالمي       | ?                    | ?                   |
|             | مؤسسة التنمية الدولية         | 21 يونيو 1961        | 31 أغسطس 1993       |
|             | منظمة التجارة العالمية        | 12 سبتمبر 1995       | 14 يونيو 2000       |
|             | الأمم المتحدة                 | 14 نوفمبر 1945       | 31 يوليو 1992       |
|             | مؤسسة التمويل الدولية         | 20 يوليو 1956        | 29 يونيو 1995       |
|             | الاتحاد الدولي للاتصالات      | 1 يونيو 1907         | 7 يناير 1993        |
|             | البنك الدولي للإنشاء والتعمير | 27 ديسمبر 1945       | 7 أغسطس 1992        |
|             | يونسكو                        | 13 نوفمبر 1946       | 7 أكتوبر 1992       |

## وصلات خارجية
- موقع وزارة الخارجية البوليفية
- موقع وزارة الخارجية الجورجية